# Campeonato Mundial de Baloncesto de 1994
El XII Campeonato Mundial de Baloncesto se llevó a cabo en las ciudades de Hamilton y Toronto, ambas en la provincia canadiense de Ontario, entre el 4 y el 14 de agosto de 1994; fue organizado por la Federación Internacional de Baloncesto (FIBA) y la Federación Canadiense de Baloncesto. 
Originalmente la sede designada había sido Yugoslavia, cuyo seleccionado a su vez era el campeón defensor tras obtener el título en Argentina 1990. Sin embargo, dado que la nación europea se encontraba envuelta en una crisis política e institucional producto de las guerras yugoslavas desatadas, se le fue retirada el derecho de organización (Resolución 757 del Consejo de Seguridad de las Naciones Unidas), como así su equipo fue vetado de participar.
Por otra parte, habiéndose ya consumado la disolución de la Unión Soviética, esta edición del torneo fue la primera en la que participó Rusia como selección independiente, siendo reconocida por FIBA como la sucesora directa del antiguo seleccionado soviético. Asimismo, también fue el debut de Croacia, tras desmembrarse de la antigua Yugoslavia.
Tras la habilitación de la FIBA de permitir la participación de jugadores profesionales en todas sus competencias organizadas, este fue el primer campeonato mundial en el que Estados Unidos participó con una selección conformada íntegramente por jugadores NBA.
El equipo estadounidense (conocido como Dream Team II, en alusión a ser considerado el equipo sucesor del Dream Team campeón olímpico dos años atrás) fue ampliamente superior a todos sus rivales y ganó su tercer título mundial. Lo logró de manera invicta (récord de 8-0) y sin mayores complicaciones, venciendo 137-91 a Rusia en la final. Este triunfo por 46 puntos representa, a día de hoy, la mayor victoria lograda en una final del Campeonato Mundial.

## Formato de competición
En la fase inicial se dividió a las 16 naciones calificadas en 4 grupos (denominados con letras de la A a la D) de 4 equipos cada uno, donde jugaron todos contra todos. Al final de las tres jornadas, se volvieron a dividir las 16 naciones en 4 grupos (también denominados con letras de la A a la D, y a los que nos referiremos con esas letras a partir de ahora teniendo en cuenta que son los de la 2.ªRonda), en los grupos A y B entrarían los dos primeros de cada grupo de la 1.ªRonda, mientras que en los grupos C y D entrarían los dos últimos de cada grupo de la 1.ªRonda. En cada uno de estos grupos volvieron a jugar todos contra todos.
Para establecer la clasificación final se llevaron a cabo varias eliminatorias con sus sucesivos partidos de consolación.
- Medallas: Los dos primeros del grupo A se enfrentaron a los dos primeros del grupo B (1.º del A con 2.º del B y viceversa).
Los ganadores se enfrentarían entre sí por el oro, y los perdedores entre sí por el bronce.
- 5.º al 8.º: Los dos últimos del grupo A se enfrentaron a los dos últimos del grupo B (3.º del A con 4.º del B y viceversa).
Los ganadores se enfrentarían entre sí por el 5.º, y los perdedores entre sí por el 7.º.
- 9.º al 12.º: Los dos primeros del grupo C se enfrentaron a los dos primeros del grupo D (1.º del C con 2.º del D y viceversa).
Los ganadores se enfrentarían entre sí por el 9.º, y los perdedores entre sí por el 11.º.
- 13.º al 16.º: Los dos últimos del grupo C se enfrentaron a los dos últimos del grupo D (3.º del C con 4.º del D y viceversa).
Los ganadores se enfrentarían entre sí por el 13.º, y los perdedores entre sí por el 15.º.

## Países participantes
| África        | América                                                 | Asia                | Europa                               | Oceanía   |
| ------------- | ------------------------------------------------------- | ------------------- | ------------------------------------ | --------- |
| Angola Egipto | Argentina Brasil Canadá Cuba Estados Unidos Puerto Rico | China Corea del Sur | Alemania Croacia España Grecia Rusia | Australia |

## Primera fase de grupos

### Grupo A
| Equipo         | Pts | J | G | P | PF  | PC  | Dif |
| -------------- | --- | - | - | - | --- | --- | --- |
| Estados Unidos | 6   | 3 | 3 | 0 | 352 | 259 | +93 |
| China          | 5   | 3 | 2 | 1 | 252 | 301 | -49 |
| España         | 4   | 3 | 1 | 2 | 249 | 260 | -11 |
| Brasil         | 3   | 3 | 0 | 3 | 242 | 275 | -33 |

4 de agosto de 1994
| Estados Unidos | - España | 115 – 100 |
| China          | - Brasil | 97 – 93   |

5 de agosto de 1994
| Brasil         | - España | 67 – 73  |
| Estados Unidos | - China  | 132 – 77 |

7 de agosto de 1994
| España         | - China  | 74 – 78  |
| Estados Unidos | - Brasil | 105 – 82 |

### Grupo B
| Equipo        | Pts | J | G | P | PF  | PC  | Dif |
| ------------- | --- | - | - | - | --- | --- | --- |
| Croacia       | 6   | 3 | 3 | 0 | 272 | 187 | +85 |
| Australia     | 5   | 3 | 2 | 1 | 249 | 255 | -6  |
| Cuba          | 4   | 3 | 1 | 2 | 244 | 257 | -13 |
| Corea del Sur | 3   | 3 | 0 | 3 | 217 | 283 | -66 |

4 de agosto de 1994
| Australia | - Corea del Sur | 87 – 85 |
| Croacia   | - Cuba          | 85 – 65 |

5 de agosto de 1994
| Croacia | - Corea del Sur | 104 – 53 |
| Cuba    | - Australia     | 87 – 93  |

6 de agosto de 1994
| Cuba    | - Corea del Sur | 92 – 79 |
| Croacia | - Australia     | 83 – 69 |

### Grupo C
| Equipo    | Pts | J | G | P | PF  | PC  | Diff |
| --------- | --- | - | - | - | --- | --- | ---- |
| Rusia     | 6   | 3 | 3 | 0 | 251 | 205 | +46  |
| Canadá    | 5   | 3 | 2 | 1 | 240 | 198 | +42  |
| Argentina | 4   | 3 | 1 | 2 | 204 | 234 | -30  |
| Angola    | 3   | 3 | 0 | 3 | 186 | 244 | -58  |

4 de agosto de 1994
| Canadá | - Angola    | 83 – 52 |
| Rusia  | - Argentina | 84 – 64 |

5 de agosto de 1994
| Canadá | - Argentina | 91 – 73 |
| Rusia  | - Angola    | 94 – 75 |

6 de agosto de 1994
| Argentina | - Angola | 67 – 59 |
| Rusia     | - Canadá | 73 – 66 |

### Grupo D
| Equipo      | Pts | J | G | P | PF  | PC  | Dif |
| ----------- | --- | - | - | - | --- | --- | --- |
| Puerto Rico | 5   | 3 | 2 | 1 | 248 | 219 | +29 |
| Grecia      | 5   | 3 | 2 | 1 | 201 | 183 | +18 |
| Alemania    | 5   | 3 | 2 | 1 | 217 | 198 | +19 |
| Egipto      | 3   | 3 | 0 | 3 | 183 | 249 | -66 |

4 de agosto de 1994
| Grecia      | - Alemania | 68 – 58  |
| Puerto Rico | - Egipto   | 102 – 74 |

5 de agosto de 1994
| Grecia      | - Egipto   | 69 – 53 |
| Puerto Rico | - Alemania | 74 – 81 |

7 de agosto de 1994
| Alemania    | - Egipto | 78 – 56 |
| Puerto Rico | - Grecia | 72 – 64 |

## Segunda fase de grupos

### Grupo A
| Equipo         | Pts | J | G | P | PF  | PC  | Dif  |
| -------------- | --- | - | - | - | --- | --- | ---- |
| Estados Unidos | 6   | 3 | 3 | 0 | 375 | 251 | +124 |
| Rusia          | 5   | 3 | 2 | 1 | 298 | 272 | +26  |
| Australia      | 4   | 3 | 1 | 2 | 244 | 314 | -70  |
| Puerto Rico    | 3   | 3 | 0 | 3 | 249 | 329 | -80  |

9 de agosto de 1994
| Rusia          | - Puerto Rico | 101 – 85 |
| Estados Unidos | - Australia   | 130 – 74 |

10 de agosto de 1994
| Puerto Rico | - Estados Unidos | 83 – 134 |
| Australia   | - Rusia          | 76 – 103 |

11 de agosto de 1994
| Australia | - Puerto Rico | 94 – 81 |

12 de agosto de 1994
| Estados Unidos | - Rusia | 111 – 94 |

### Grupo B
| Equipo  | Pts | J | G | P | PF  | PC  | Dif |
| ------- | --- | - | - | - | --- | --- | --- |
| Croacia | 6   | 3 | 3 | 0 | 278 | 189 | +89 |
| Grecia  | 5   | 3 | 2 | 1 | 206 | 213 | -7  |
| Canadá  | 4   | 3 | 1 | 2 | 222 | 224 | -2  |
| China   | 3   | 3 | 0 | 3 | 192 | 272 | -80 |

8 de agosto de 1994
| Grecia  | - Canadá | 74 – 71  |
| Croacia | - China  | 105 – 73 |

10 de agosto de 1994
| Canadá | - Croacia | 61 – 92 |
| China  | - Grecia  | 61 – 77 |

11 de agosto de 1994
| China | - Canadá | 58 – 90 |

12 de agosto de 1994
| Croacia | - Grecia | 81 – 55 |

### Grupo C
| Equipo        | Pts | J | G | P | PF  | PC  | Dif |
| ------------- | --- | - | - | - | --- | --- | --- |
| España        | 6   | 3 | 3 | 0 | 264 | 179 | +85 |
| Argentina     | 5   | 3 | 2 | 1 | 266 | 221 | +45 |
| Corea del Sur | 4   | 3 | 1 | 2 | 229 | 284 | -55 |
| Egipto        | 3   | 3 | 0 | 3 | 199 | 274 | -75 |

8 de agosto de 1994
| Argentina | - Egipto        | 91 – 66 |
| España    | - Corea del Sur | 98 – 57 |

9 de agosto de 1994
| Egipto        | - España    | 52 – 94  |
| Corea del Sur | - Argentina | 83 – 105 |

11 de agosto de 1994
| Corea del Sur | - Egipto    | 89 – 81 |
| España        | - Argentina | 72 – 70 |

### Grupo D
| Equipo   | Pts | J | G | P | PF  | PC  | Dif |
| -------- | --- | - | - | - | --- | --- | --- |
| Alemania | 6   | 3 | 3 | 0 | 268 | 226 | +42 |
| Brasil   | 4   | 3 | 1 | 2 | 236 | 251 | -15 |
| Angola   | 4   | 3 | 1 | 2 | 226 | 239 | -13 |
| Cuba     | 4   | 3 | 1 | 2 | 225 | 239 | -14 |

8 de agosto de 1994
| Alemania | - Angola | 86 – 76 |
| Cuba     | - Brasil | 76 – 82 |

9 de agosto de 1994
| Brasil | - Alemania | 76 – 96 |
| Angola | - Cuba     | 71 – 75 |

11 de agosto de 1994
| Cuba   | - Alemania | 74 – 86 |
| Brasil | - Angola   | 78 – 79 |

## Ronda final
|  | Eliminatoria del 13.º al 16.º | Eliminatoria del 13.º al 16.º |        |              | 13.º y 14.º          | 13.º y 14.º          |  |
|  | 12 de agosto de 1994          | 12 de agosto de 1994          |        |              | 13 de agosto de 1994 | 13 de agosto de 1994 |  |
|  |                               |                               |        |              |                      |                      |  |
|  |                               |                               |        |              |                      |                      |  |
|  | Corea de Sur                  | 75                            |        |              |                      |                      |  |
|  | Corea de Sur                  | 75                            |        |              |                      |                      |  |
|  | Angola                        | 71                            |        |              |                      |                      |  |
|  | Angola                        | 71                            |        | Corea de Sur | 76                   |                      |  |
|  |                               |                               |        | Corea de Sur | 76                   |                      |  |
|  |                               |                               | Egipto | 69           |                      |                      |  |
|  | Egipto                        | 69                            | Egipto | 69           |                      |                      |  |
|  | Egipto                        | 69                            |        |              |                      |                      |  |
|  | Cuba                          | 54                            |        |              | 15.º y 16.º          | 15.º y 16.º          |  |
|  | Cuba                          | 54                            |        |              | 15.º y 16.º          | 15.º y 16.º          |  |
|  |                               |                               |        |              |                      |                      |  |
|  |                               |                               |        |              | Angola               | 67                   |  |
|  |                               |                               |        |              | Angola               | 67                   |  |
|  |                               |                               |        |              | Cuba                 | 75                   |  |
|  |                               |                               |        |              | Cuba                 | 75                   |  |
|  |                               |                               |        |              |                      |                      |  |

|  | Eliminatoria del 9.º al 12.º | Eliminatoria del 9.º al 12.º |           |        | 9.º y 10.º           | 9.º y 10.º           |  |
|  | 12 de agosto de 1994         | 12 de agosto de 1994         |           |        | 13 de agosto de 1994 | 13 de agosto de 1994 |  |
|  |                              |                              |           |        |                      |                      |  |
|  |                              |                              |           |        |                      |                      |  |
|  | España                       | 90                           |           |        |                      |                      |  |
|  | España                       | 90                           |           |        |                      |                      |  |
|  | Brasil                       | 85                           |           |        |                      |                      |  |
|  | Brasil                       | 85                           |           | España | 65                   |                      |  |
|  |                              |                              |           | España | 65                   |                      |  |
|  |                              |                              | Argentina | 74     |                      |                      |  |
|  | Argentina                    | 85                           | Argentina | 74     |                      |                      |  |
|  | Argentina                    | 85                           |           |        |                      |                      |  |
|  | Alemania                     | 71                           |           |        | 11.º y 12.º          | 11.º y 12.º          |  |
|  | Alemania                     | 71                           |           |        | 11.º y 12.º          | 11.º y 12.º          |  |
|  |                              |                              |           |        |                      |                      |  |
|  |                              |                              |           |        | Brasil               | 93                   |  |
|  |                              |                              |           |        | Brasil               | 93                   |  |
|  |                              |                              |           |        | Alemania             | 71                   |  |
|  |                              |                              |           |        | Alemania             | 71                   |  |
|  |                              |                              |           |        |                      |                      |  |

|  | Eliminatoria del 5.º al 8.º | Eliminatoria del 5.º al 8.º |             |           | 5.º y 6.º            | 5.º y 6.º            |  |
|  | 13 de agosto de 1994        | 13 de agosto de 1994        |             |           | 14 de agosto de 1994 | 14 de agosto de 1994 |  |
|  |                             |                             |             |           |                      |                      |  |
|  |                             |                             |             |           |                      |                      |  |
|  | Australia                   | 95                          |             |           |                      |                      |  |
|  | Australia                   | 95                          |             |           |                      |                      |  |
|  | China                       | 57                          |             |           |                      |                      |  |
|  | China                       | 57                          |             | Australia | 96                   |                      |  |
|  |                             |                             |             | Australia | 96                   |                      |  |
|  |                             |                             | Puerto Rico | 83        |                      |                      |  |
|  | Puerto Rico                 | 85                          | Puerto Rico | 83        |                      |                      |  |
|  | Puerto Rico                 | 85                          |             |           |                      |                      |  |
|  | Canadá                      | 82                          |             |           | 7.º y 8.º            | 7.º y 8.º            |  |
|  | Canadá                      | 82                          |             |           | 7.º y 8.º            | 7.º y 8.º            |  |
|  |                             |                             |             |           |                      |                      |  |
|  |                             |                             |             |           | China                | 76                   |  |
|  |                             |                             |             |           | China                | 76                   |  |
|  |                             |                             |             |           | Canadá               | 104                  |  |
|  |                             |                             |             |           | Canadá               | 104                  |  |
|  |                             |                             |             |           |                      |                      |  |

|  | Semifinales          | Semifinales          |                |       | Final                | Final                |  |
|  | 13 de agosto de 1994 | 13 de agosto de 1994 |                |       | 14 de agosto de 1994 | 14 de agosto de 1994 |  |
|  |                      |                      |                |       |                      |                      |  |
|  |                      |                      |                |       |                      |                      |  |
|  | Rusia                | 66                   |                |       |                      |                      |  |
|  | Rusia                | 66                   |                |       |                      |                      |  |
|  | Croacia              | 64                   |                |       |                      |                      |  |
|  | Croacia              | 64                   |                | Rusia | 91                   |                      |  |
|  |                      |                      |                | Rusia | 91                   |                      |  |
|  |                      |                      | Estados Unidos | 137   |                      |                      |  |
|  | Estados Unidos       | 97                   | Estados Unidos | 137   |                      |                      |  |
|  | Estados Unidos       | 97                   |                |       |                      |                      |  |
|  | Grecia               | 58                   |                |       | Tercer Puesto        | Tercer Puesto        |  |
|  | Grecia               | 58                   |                |       | Tercer Puesto        | Tercer Puesto        |  |
|  |                      |                      |                |       |                      |                      |  |
|  |                      |                      |                |       | Grecia               | 60                   |  |
|  |                      |                      |                |       | Grecia               | 60                   |  |
|  |                      |                      |                |       | Croacia              | 78                   |  |
|  |                      |                      |                |       | Croacia              | 78                   |  |
|  |                      |                      |                |       |                      |                      |  |

|                                    |
| Bandera de Estados Unidos          |
| Campeón Estados Unidos 3.er título |

## Clasificación final
| Posición | Equipo         |
| -------- | -------------- |
| 1        | Estados Unidos |
| 2        | Rusia          |
| 3        | Croacia        |
| 4        | Grecia         |
| 5        | Australia      |
| 6        | Puerto Rico    |
| 7        | Canadá         |
| 8        | China          |
| 9        | Argentina      |
| 10       | España         |
| 11       | Brasil         |
| 12       | Alemania       |
| 13       | Corea del Sur  |
| 14       | Egipto         |
| 15       | Cuba           |
| 16       | Angola         |

## Plantilla de los equipos medallistas
1 Estados Unidos: Joe Dumars, Mark Price, Derrick Coleman, Shawn Kemp, Steve Smith, Dan Majerle, Reggie Miller, Kevin Johnson, Dominique Wilkins, Shaquille O'Neal, Alonzo Mourning, Larry Johnson. Entrenador: Don Nelson
2 Rusia: Vasili Karasev, Sergei Bazarevich, Mikhail Mikhailov, Sergei Babkov, Andrei Fetisov, Serguéi Panov, Vitali Nosov, Evgeni Kisurin, Igor Grachev, Dimitri Domani, Evgeni Pashutin, Serguéi Ivánov (Entrenador: Serguéi Belov).
3 Croacia: Toni Kukoč, Dino Radja, Stojan Vranković, Arijan Komazec, Danko Cvjeticanin, Veljko Mrsic, Vladan Alanovic, Davor Pejcinovic, Josip Vrankovic, Alan Gregov, Ivica Zuric, Miro Juric (Entrenador: Josip Giuseppe "Pino" Djerdja).